# E le stelle stanno a guardare (miniserie televisiva)
E le stelle stanno a guardare è uno sceneggiato televisivo italiano del 1971, diretta da Anton Giulio Majano e basata sul romanzo omonimo di Archibald Joseph Cronin.

## Trama
La trama è incentrata sulle vicende della famiglia Barras, proprietari di una miniera e della famiglia Fenwick che nella miniera lavora. Sullo sfondo i problemi dei minatori nell'Inghilterra degli anni venti.

## Produzione

### Cast
Del cast fanno parte, tra gli altri, Andrea Checchi, Giancarlo Giannini, Orso Maria Guerrini, Anna Miserocchi, Enzo Tarascio, Anna Maria Guarnieri, Loretta Goggi e Daniela Goggi.

### Location
- Le riprese vennero girate in gran parte in ambienti ricostruiti in uno studio televisivo, compresa la scena degli operai intrappolati in miniera[1].
- Le riprese esterne vennero in parte girate in un villaggio minerario del Galles, così come la sigla iniziale e finale, nelle quali si vedono i pozzi di estrazione.
- Nella prima puntata gli esterni della miniera furono girati in Toscana presso la miniera di Fenice Capanne, proprietà allora della Società Montecatini, sita nel comune di Massa Marittima, in provincia di Grosseto.
- La scena del muro di cinta, nella quale si sente suonare all'interno un piano, è stata girata sempre nel comune di Massa Marittima, presso la tenuta di Pian di Mucini.

## Distribuzione
Lo sceneggiato andò in onda sul Programma Nazionale (l'attuale Rai 1) in nove puntate, il martedì in prima serata, dal 7 settembre al 2 novembre 1971.